# São Luiz do Paraitinga
Pour les articles homonymes, voir São Luiz (homonymie) et Luiz.
São Luiz do Paraitinga est une ville brésilienne de l'État de São Paulo.
Sa population était estimée à 10 404 habitants en 2010. La municipalité s'étend sur 617,148 km2.
Elle fait partie de la Microrégion de Paraibuna/Paraitinga dans la Mésorégion Vallée du Paraíba Paulista.

## Maires
| Période | Période | Identité                   | Étiquette | Qualité |
| ------- | ------- | -------------------------- | --------- | ------- |
| 2009    | 2012    | Ana Lucia Bilardi Sicherle | PSDB      |         |
| 2013    | 2016    | Alex Eusébio Torres        | PR        |         |
| 2016    |         | Ana Lucia Bilard Sicherle  | PSDB      |         |

## Citoyen célèbres
- Aziz Ab'Saber
- Oswaldo Cruz